# 武田哲哉
武田 哲哉（たけだ てつや、1971年6月12日-）は、日本のキャスター。秋田テレビコンテンツセンター専任局長兼解説委員。

## 人物
秋田県男鹿市出身。秋田県立秋田高等学校、國學院大學を卒業後、1994年に秋田テレビにアナウンサーとして入社。
2022年にアナウンサー職から離れ、以降はキャスターとしては継続しつつ、同局のコンテンツセンター専任局長兼解説委員として現在に至る。

## 担当番組
太字は、出演中
- 土曜LIVE!あきた（2023年10月7日 -）（2017年4月8日 - 2021年3月27日）

- なんでもアリーナ
- なんでもアリーナ525
- JAみどりの広場
- めざましテレビ（秋田中継担当）
- 情報ステーションi455
- スーパーSUNサンまる
- とくテレッ!8ちゃんねる（「とくテレｯ!ニュースランキング」担当）
- SUPER jumpin'
- AKTスーパーニュース（2004年1月5日 - 2012年3月30日、2014年3月31日 - 2015年3月27日）
- AKTみんなのニュース（2015年3月30日 -2016年4月1日）
- Live News あきた（2021年3月29日 - 2024年9月27日）